# 福村出版
福村出版（ふくむらしゅっぱん）は、人文・社会科学の書籍を中心とした出版業者。

## 沿革
- 1939年7月10日福村保（1910－1989）が福村書店として創業。
- 福村保は三重県四日市生まれ、1923年上京し神田駿河台の中文館に小僧として入る。
- 1944年戦時企業整備で弘道館などと統合され、45年再建。
- 1965年福村出版と改称。
- 『服部之総全集』などを刊行、湊正雄『湖の一生』などが毎日出版文化賞を受けた。
- 2007年　明石書店に買収される。取締役に、元明石書店社員1名と明石書店の3人の現役取締役が就任[1]。
- 2010年　文京区湯島（かつての明石書店の本社ビル）に移転。

### 所在地
2024年6月1日より下記に移転
- 〒104-0045　東京都中央区築地4-12-2 シグネットビル5階

### 代表者
- 代表取締役社長 宮下基幸

### 事業内容
- 哲学・心理学・福祉・保育などの専門書の編集

## 出版加盟団体
- 日本書籍出版協会
- 出版梓会